# 3521 Комрі
3521 Комрі (3521 Comrie) — астероїд головного поясу, відкритий 26 червня 1982 року.
Тіссеранів параметр щодо Юпітера — 3,613.